# Famille Mallard de La Varende
Pour les articles homonymes, voir Mallard et La Varende.
La famille Mallard de La Varende est une famille subsistante de la noblesse française, originaire de la Normandie.
Elle compte parmi ses membres des militaires, un homme politique, un homme de lettres.

## Histoire
La famille Mallard de La Varende est originaire de Normandie.
De noblesse d'extraction, sa filiation noble remonte à l'année 1504.
Elle est maintenue dans sa noblesse en septembre 1667, dans la généralité d'Alençon.
Elle reçoit en 1841 le titre de baron Agis par réversion d'un titre de 1810,.

## Personnalités
- Léon Mallard de La Varende (1765-1849), lieutenant-colonel d'artillerie, maire, conseiller général, député de l'Eure, chevalier de Saint-Louis.
- Gaston Mallard de La Varende (1849-1887), officier de marine[6].
- Jean Mallard de La Varende (1887-1959), écrivain, biographe et romancier.

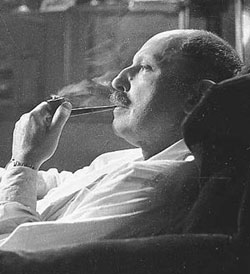
Jean Mallard de La Varende, appelé Jean de La Varende (1887-1959)

## Armes
Les armes de la famille se blasonnent ainsi : D'azur à la fasce d'or chargée d'un fer à mulet de sable cloué d'argent de six pièces et accosté de deux losanges de gueules..

## Postérité
- Plaque en souvenir de Jean de La Varende (1887-1959)

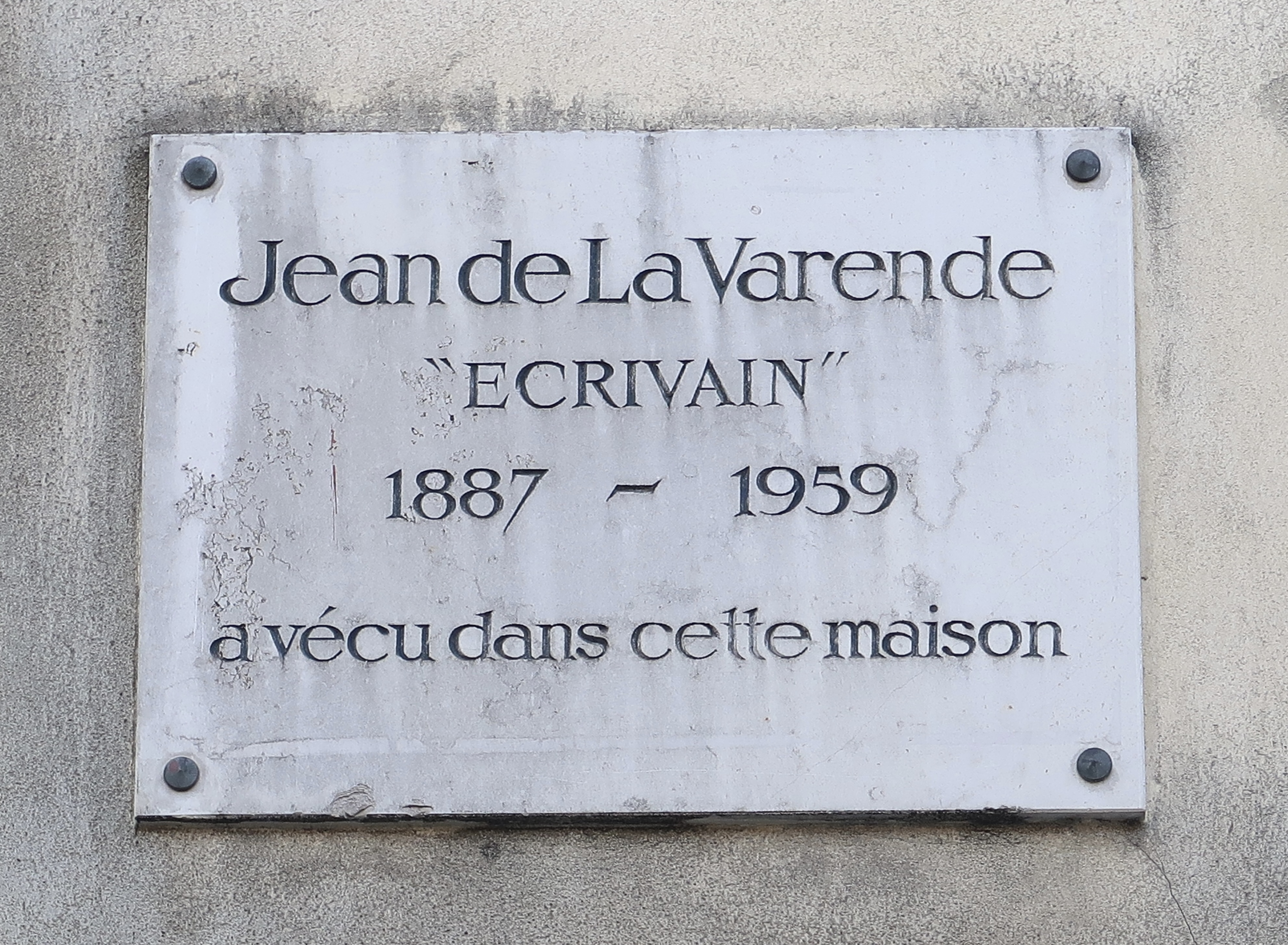
Plaque en souvenir de Jean de La Varende, à Paris